# Томас, Харольд
Ха́рольд Фре́дерик То́мас (англ. Harold Frederick Thomas; 11 января 1909, Веллингтон — 29 марта 1933, там же) — новозеландский боксёр, представитель полусредней весовой категории. Выступал за сборную Новой Зеландии по боксу в начале 1930-х годов, участник летних Олимпийских игр в Лос-Анджелесе.

## Биография
Харольд Томас родился 11 января 1909 года в городе Веллингтон, Новая Зеландия. В молодости серьёзно занимался боксом, выступал на различных любительских соревнованиях.
В 1932 году вошёл в основной состав новозеландской национальной сборной и благодаря череде удачных выступлений удостоился права защищать честь страны на летних Олимпийских играх в Лос-Анджелесе. Тем не менее, провёл здесь только один единственный бой — на предварительном этапе полусредней весовой категории проиграл итальянцу Лучано Фаброни. Как сообщает новозеландская газета The Evening Post, он начал бой весьма агрессивно, но уже в первом раунде пропустил множество силовых ударов и дважды побывал в нокдауне. Во втором раунде итальянский боксёр так же доминировал, а третий прошёл большей частью в клинче с низкой активностью обоих соперников — по итогам трёх раундов судьи отдали победу Фабброни.
Спустя год после Олимпиады в возрасте 24 лет Томас погиб в результате падения с движущегося поезда — это произошло 29 марта 1933 года недалеко от Веллингтона. Как сообщалось, он совершил самоубийство, так как за несколько часов до этого узнал о смерти своей невесты.